# Gare d’Eu
Gare d’Eu vasútállomás Franciaországban, Eu településen, Seine-Maritime megyében.

## Vasútvonalak
Az állomást az alábbi vasútvonalak érintik:
- Épinay-Villetaneuse–Le Tréport-Mers-vasútvonal
- Abbeville-Eu-vasútvonal

## Kapcsolódó állomások
A vasútállomáshoz az alábbi állomások vannak a legközelebb:
- Gare de Longroy - Gamaches
- Gare du Tréport - Mers